# Tessitur
Die Tessitur (von italienisch tessitura ‚das Knüpfen, das Weben, das Flechten‘) ist im Gesang der Bereich des Stimmumfanges, der für den musikalischen Ausdruck nutzbar ist. 
Die Tessitur hat einen geringeren Umfang als der physisch mögliche Stimmumfang. Zur Tessitur gehören diejenigen Töne, die der Sänger dauerhaft klangschön und mit dem für eine Partie erforderlichen Timbre in der notwendigen Lautstärke erzeugen kann, ohne dabei physische Schäden zu erleiden.
Bei vielen Sängern beginnt die Tessitur etwa eine Quinte über dem tiefsten physisch möglichen Ton und endet ungefähr eine Quinte unter dem höchsten möglichen Ton. Es gibt aber auch viele von der Regel abweichende Fälle, gerade bei extremen Lagen, so Stimmen mit Pfeifregister oder tiefe Bässe.
In der Klassifizierung von Opernpartien bezeichnet der Begriff auch den für eine Partie erforderlichen Stimmumfang bzw. die Durchschnitts- oder Dauerlage einer Partie, was wesentlicher für die Bewältigung einer Partie ist als nur gelegentlich zu singende Spitzentöne.